# Foreign Policy
Foreign Policy é uma revista bimestral estadunidense fundada em 1970 por Samuel P. Huntington e Warren Demian Manshel. É publicada pela Carnegie Endowment for International Peace em Washington DC, EUA. Entre os assuntos que cobre estão política global, economia, integração e ideias.
No início de 2006, a revista expandiu sua presença na web através da criação de um blog, o Foreign Policy Passport.
Seus principais editores são Moisés Naím e William Dobson.
Anualmente, publica o Globalization Index, a lista Failed State e o relatório especial The World's Most Dangerous Ideas.